# Танц
Танцът е вид изкуство, при който средства за създаване на художествен образ са движението и смяната на положението на човешкото тяло. Танцът е неразривно свързан с музиката, чието емоционално-образно съдържание намира въплъщение в композицията му. Той може да се разглежда и като несловесна форма на комуникация между хората, но не е характерен само за тях, а се наблюдава и сред животните. Така например много птици изпълняват ритуални танци с цел да привлекат партньора си. Също така много спортове като гимнастика, синхронно плуване, фигурно пързаляне и други съдържат елементи на танцуване. Думата може да се използва дори в преносен смисъл – например танцът на листата на дърветата.
Дефиницията на танц зависи от историческите, културните, естетическите и моралните традиции в едно общество. Той може да бъде ритуален, церемониален, пред аудитория, или за лично удоволствие. Характеризира се с грациозност, елегантност, красота, съпроводен е с ритмични звуци и има за цел да разкаже някаква история или да изрази чувства, които се засилват от пантомимата, костюмите, сценичните декори и избора на светлина. Хората, които танцуват, се наричат танцьори, а самото действие танцуване. Изкуството да се създават танци се нарича хореография, а хората, които се занимават с това – хореографи.

## История на танца
Танцовото изкуство не оставя ясно идентифицируеми физически артефакти, които да могат да се запазят в продължение на хилядолетия, като например каменни инструменти, ловни сечива или пещерни рисунки. Поради тази причина не е възможно да се каже кога точно танцът става част от човешката култура.
Предполага се, че танцът, заедно с ритъма на музиката и боядисването на тялото в ранния етап на човешката еволюция служи като мощен инструмент за създаване на транс и променяне на съзнанието на човека. В това състояние хората губят индивидуалните си характеристики, самоличността си и придобиват колективната идентичност Съвременни военни единици използват силни и шумни, на висок глас пеене и танци, за да се подготвят за опасни военни мисии.
Танцът със сигурност е важна част от церемонии, ритуали, празнувания, чествания и развлечения, дори преди раждането на първите човешки цивилизации. Археологически находки предоставят доказателства в полза на това твърдение от праисторически времена – като например 9000-годишните рисунки в скалните жилища Бхимбетка в Индия или древноегипетските рисунки в гробници, изобразяващи танцуващи фигури от около 3300 г. пр.н.е.
Едно от най-ранните структурирани използвания на танците е възможно да е при изпълнението и разказването на митове. Понякога са използвани и за показване на чувства към противоположния пол, т.е. свързани са с произхода на „правенето на любов“. Преди съществуването на писмени езици, танцът е един от методите за предаване на тези истории от поколение на поколение.
Друга ранна употреба на танца вероятно е като предшественик на транса в лечебни, целебни ритуали. Той все още се използва за тази цел от много култури – от бразилските тропически гори до пустинята Калахари.
В европейската култура, един от най-ранните записи на танцуване е от Омир, чиято „Илиада“ описва хорея (χορεία). Ранните гърци превръщат изкуството на танцуването в система, изразяваща всичките различни страсти. Гръцкият философ Аристотел например поставя танца редом с поезията и казва, че някои танцьори с ритъм и жест могат да изразят нрави, страсти и действия. Най-видните гръцки скулптори изучават поведението и отношението на танцьорите в тяхното изкуство на имитиране на страстите.

## Техника на танца
В началото на 20-те година на XX век, различни учения за танца (тренировка, критична теория, музикален анализ и история на танца) започват да се считат за академични дисциплини. Днес тези проучвания са интегрална част от програмата на много университети по изкуствата и хуманитарните науки. В края на XX век признаването на практическите знания като равни на академичните знания довежда до появата на практически изследвания и практиката като научно изследване.

### Хореография
Хореографията е изкуството за създаване на танцови и балетни спектакли. В съвременната хореография се различават битови танци (народни и бални) и сценични танци (естрадни и балет). В балета хореографията синтезира в единен художествен замисъл изкуствата на танца, музиката и театъра. Тя е синоним на танцова композиция. Думата хореография буквално означава „писане на танца“ от гръцкото „χορεία“ (кръгов танц) и „γραφή“ (писане).
Хореографията може да е планирана в най-малките детайли и да не оставя много поле за интерпретация на самия танцьор, но може също така да е импровизация, с други думи хореографът може да даде само общи идеи и правила и да остави останалото на самия танцьор.

## Видове танци
Има изключително голямо разнообразие на танци – по предназначение, по географски район, по социално положение в обществото. Тяхната класификация може да стане по тези и други критерии.

### По брой танцуващи
Така например по броя на танцуващите могат да се разделят на:
- индивидуални (соло)
- с партньор (по двойки) – партньорите са обикновено мъж и жена, които като правило остават заедно по време на целия танц и техните роли са разделени
- групови – могат да бъдат само от жени, само от мъже или смесени, като движенията са синхронизирани и обикновено участват в някакви формации – линия, окръжност и тн. Много от народните танци са групови.

### Според предназначението
- Ритуални
- Състезателни
- Еротични
- Социални
- Концертни

#### Народни и професионални танци
Народният танц запазва връзките си с езическите и битовите обреди. Професионалният танц бива класически, характерен, състезателен и модерен. В съвременната хореография се различават битов и сценичен танц. Класическият танц заимства от античния танц, обогатява се и днес с това понятие се означава танц, който има класическо съвършенство. Характерният танц възниква от фолклорните и жанровите танци, обработени хореографски. Терминът модерен танц възниква през 20 век в САЩ за означаване на сценична хореография, която отрича традиционните балетни форми.
Българските народни танци включват предимно ръченици и хора. Ръченицата е танц, който се танцува индивидуално, по двойки, или групово. Няма по принцип захват за ръцете, освен ако хореографията не го изисква. Ръцете обикновено стоят на хълбоците, с изправени лакти.
Разпространена е в цяла България, но в отделните етнографски области се танцува в характерен стил, например тракийска ръченица, шопска ръченица и тн. При групово изпълнение на шопската ръченица всеки танцьор се хваща за колана на съседните танцьори. Хорото е колективен танц, характерен за българския фолклор, при който участниците се подреждат в кръг, линия или други формации. Ритъмът на различните хора варира от бавен до бърз, като превес има неравноделният такт. Най-известни са право хоро, дунавско хоро, шопско хоро, дайчово хоро и ганкино хоро. В зависимост от вида хоро, всеки танцьор се хваща или за ръцете, или за колана на съседните танцьори. При изцяло мъжка формация, танцьорите може да се държат и за раменете.

#### Спортни танци
Спортните танци, наричани още състезателни, са един от видовете танци. Те се разделят на два вида: латиноамерикански (ча-ча-ча, самба, румба, пасо добле, джайв) и стандартни (английски валс и виенски валс, танго, куикстеп, фокстрот)